# Farbseparation
Farbseparation (wörtlich Farbtrennung) bezeichnet das Errechnen einzelner (separierter) Druckfarben, meist in der Druckvorstufe. Vor der Digitalisierung wurden Farbauszüge  mit Farbfiltern auf fotografischem Wege hergestellt. Die Farbseparation ist notwendig, weil Farbinformationen meist nicht in der Form vorliegen, wie sie für den Druck benötigt werden. Der Vierfarbdruck erfolgt meist im CMYK-Farbmodell (Farbmischung aus den einzelnen Farben Cyan, Magenta, Gelb und Schwarz). Die Farbdaten können hingegen als zusammengesetzte Farbkanäle, im RGB-Modell, als Sonderfarben (wie Pantone, HKS, RAL), andere Farbdefinitionen oder als nicht-digitalisiertes Bild vorliegen.

## Grundlagen

### Überblick

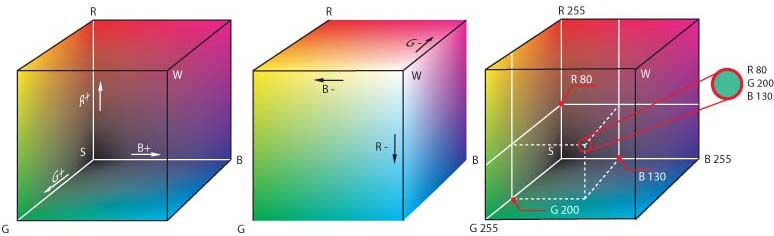
Farbmischung im RGB-Farbraum

Das RGB-Modell (Rot, Grün und Blau) und das CMY-Modell (Cyan, Magenta und Yellow) bilden würfelförmige Körper. Innerhalb dieser Körper werden Millionen von Farben dargestellt. Dabei muss jede dieser Millionen Farben aus nur drei Grundfarben (Rot, Grün und Blau beziehungsweise Cyan, Magenta und Gelb) gemischt werden.
Durch die verschiedenen Arten Farben zu mischen entstehen Dateien mit unterschiedlichen Farbinformationen.

### Anwendung
- In der Digitalfotografie wird fast immer mit RGB gearbeitet. Dies sind die Grundfarben für die additive Farbmischung. Bei der Darstellung von Fotos an Bildschirmen oder der Ausgabe als Ausbelichtung wird dadurch die höchstmögliche Fotoqualität realisiert.
- Der Druck basiert auf der subtraktiven Farbmischung. Dabei werden die Farben CMY (Cyan, Magenta, Yellow) verwendet.

## Farbseparation

Beispielbilder für die Farbseparation
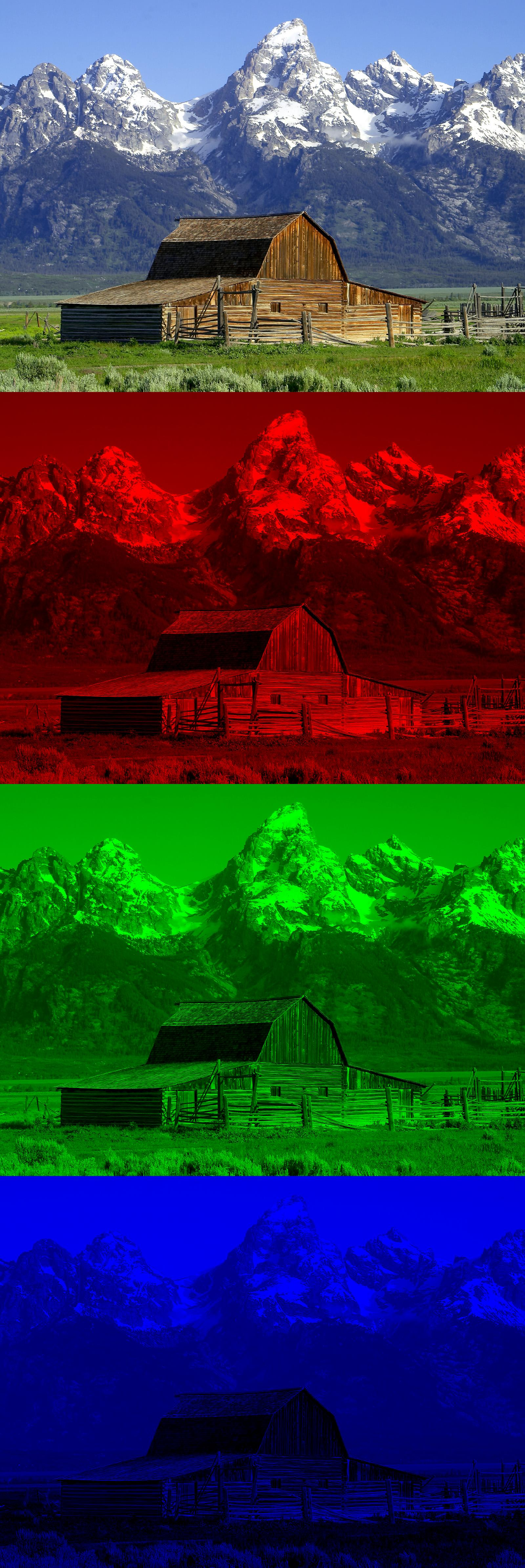
RGB
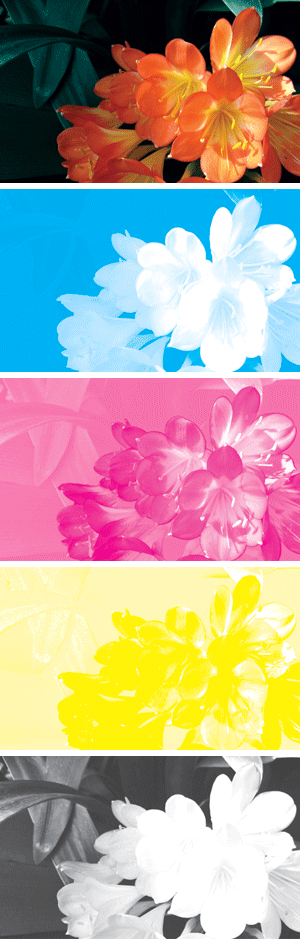
CMYK

### Praxis
Das Übertragen von Additiv zu Subtraktiv ist relativ einfach. Kompliziert wird diese Farbseparation nur durch die Verwendung von Schwarz im CMYK-Farbmodell.
Schwarz wird als zusätzliche Farbe im Druck eingesetzt, um Kosten zu sparen und – durch den damit verbundenen Qualitätsverlust – den Schärfeeindruck zu erhöhen:
- Kleine Ungenauigkeiten bei der Herstellung der Druckfarben Cyan, Magenta und Gelb sorgen dafür, dass kein reines Schwarz gemischt werden kann. Eine exakte Herstellung (zur Mischung eines reinen Schwarzes) ist sehr aufwendig und wird daher (fast) nur in der Profitechnik (Pictrography, Thermosublimationsdrucker, …) für Fotografen benutzt.
- Drucktechnik wird fast immer zum Drucken von Text und Grafiken benutzt. Der Bedarf an schwarzer Farbe ist dabei deutlicher höher, als bei der Ausgabe von Fotos. Da schwarze Farbe billiger in der Herstellung als andere Farben ist, wird sie immer verwendet.
- Der subtraktiven Farbmischung fehlt der hohe Kontrastumfang, die der additiven Mischung eigen ist. Der Drucker spricht hier von einem Mangel an Tiefe. Die Zugabe von Schwarz verbessert den subjektiven Kontrast in der Schärfedarstellung.
- Da Druckverfahren rasterorientierte Verfahren sind, entstehen bei der Darstellung zarter Farben starke subjektive Schärfeverluste (die Rasterweite vergrößert sich, dadurch enthält ein zartes Bilddetail weniger Farbe, das wird vom Auge als Schärfeverlust interpretiert). Durch die Zumischung von Schwarz entsteht ein subjektiver Ausgleich dieses Verlustes.

### Probleme

Beim Vierfarbdruck verwendete Druckfarben (Subtraktive Farbmischung): Cyan, Magenta, Yellow

Durch die Verwendung von Schwarz soll der preiswerte Druck eines reinen Schwarztones realisiert werden.
Bestehen Bildteile eines Fotos aus Schwarz, kann beim Druck ein reines Schwarz benutzt werden.
Bestehen Bildteile eines Fotos aus sehr zarten Farben, kann auf Schwarz verzichtet werden.
1. Bildteile eines Fotos bestehen sehr selten nur aus zarten Farben oder reinem Schwarz. Farbseparation muss also einen sanften Anstieg des Schwarzanteils (von Null auf 100 %) umsetzten.
2. In den sehr dunklen Bildteilen würde ein vierfacher Farbauftrag entstehen (100 % Cyan, 100 % Magenta, 100 % Yellow, 100 % Schwarz). Dies wäre unökonomisch und bei den meisten Trägermaterialien (Papiersorten, …) auch nicht realisierbar. Daher muss neben dem sanften Anstieg des Schwarzanteils auch eine Reduzierung der Farbtöne Cyan, Magenta und Gelb erfolgen.
3. Werden die Farben reduziert und durch Schwarz ersetzt, entstehen „dreckige“ Farben. Ihnen fehlt die Leuchtkraft und Sättigung. Dieser Qualitätsverlust wird durch eine spezielle Verstärkung des Schwarzanteiles teilweise kompensiert. Der Schwarzanteil wird so geändert, dass eine Kontrastanhebung und damit eine Erhöhung des subjektiven Schärfeeindrucks entsteht.

Die genannten Probleme machen die Farbseparation zu einem sehr anspruchsvollen Verfahren.

### Schwarz-, Bunt-, Unbuntaufbau
Zur Verbesserung aller genannten Probleme (Kosten, Druckqualität …) sind in der Drucktechnik verschiedene Methoden entwickelt worden:
- Buntaufbau (Schwarzaufbau)
- Unbuntaufbau

Jede der beschriebenen Methoden benötigt eine spezielle Farbseparation.

### Umwandlungsprogramme
Die Farbseparation wird von Programmen wie Adobe Photoshop oder Layoutprogrammen wie QuarkXPress oder Adobe InDesign anhand der Farbeinstellungen der Programme automatisch vorgenommen. Diese Separation kann auch mit speziellen Programmen im PDF vorgenommen werden. Die vorhandenen Standardeinstellungen dieser Programme genügen durchschnittlichen Qualitätserwartungen. Bei besonders anspruchsvollen Druckdateien kann nur die Erfahrung von Fachleuten die nötige Qualität garantieren.

## Konventionelle Farbauszüge

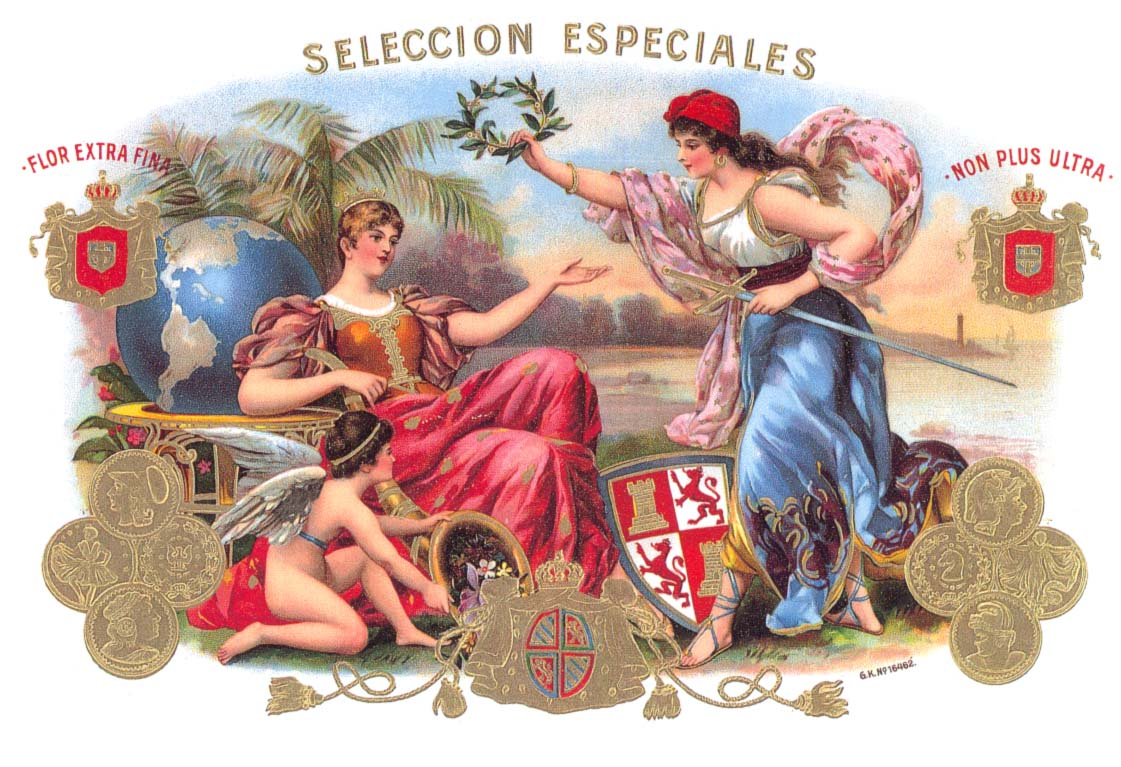
Zigarrendeckelbild in Federpunkt-Technik

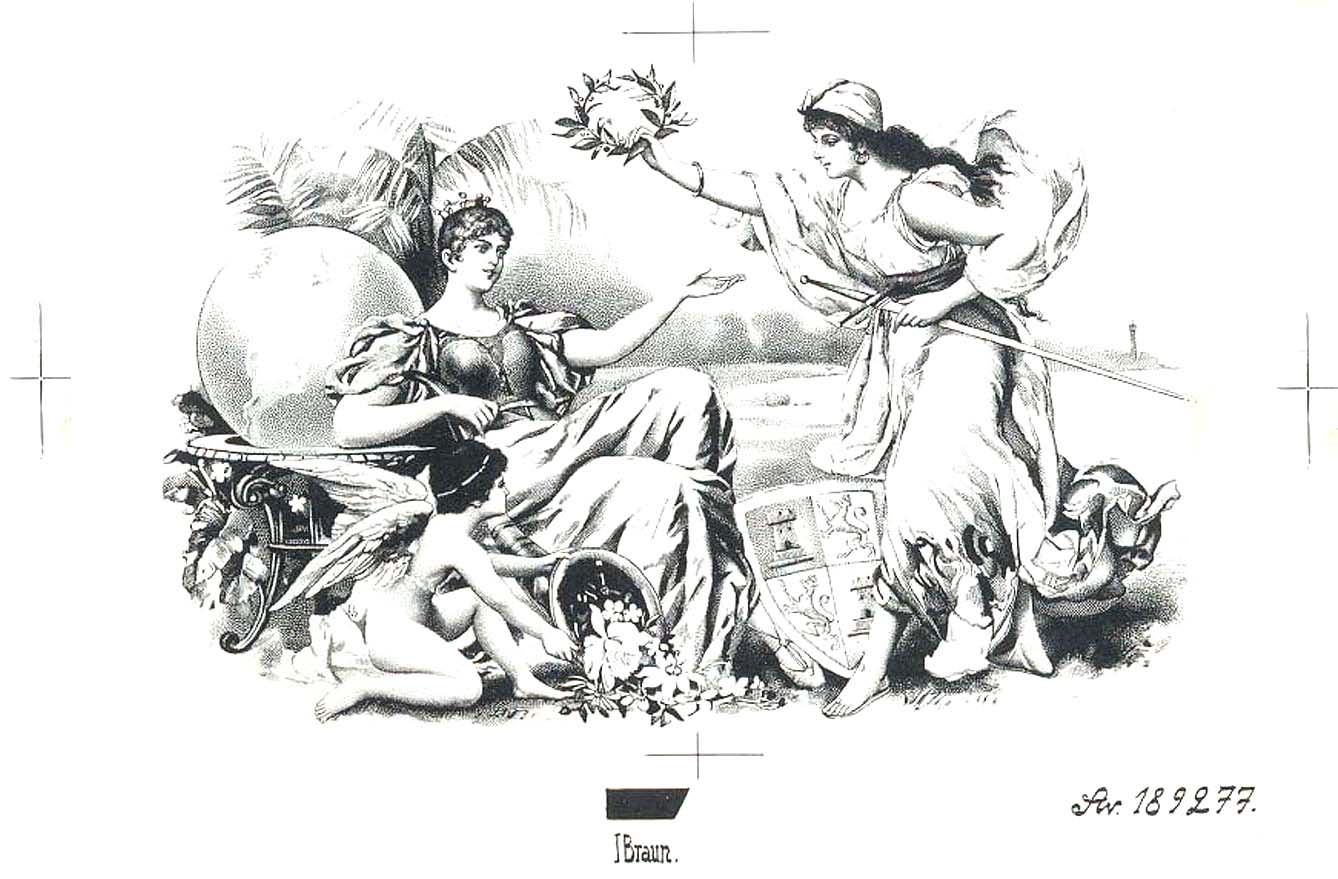
Chromolithografie: Farbauszug Braun I

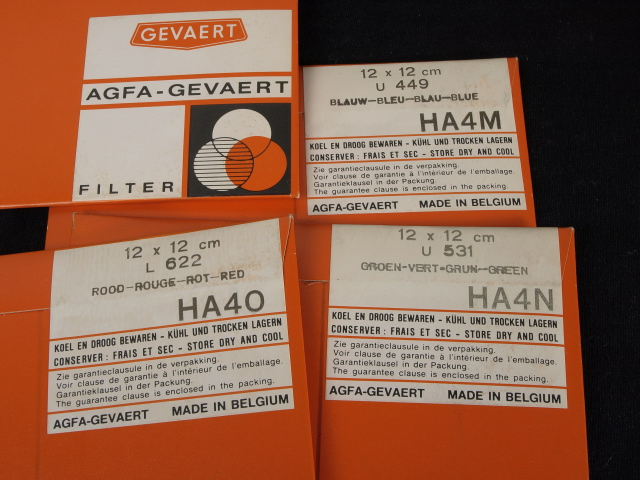
Filtersatz für Farbauszüge

Vor der Erfindung des Glasgravurrasters 1881 wurden Farbauszüge manuell hergestellt. 1837 ließ sich der deutsch-französische Lithograf Godefroy Engelmann eine farbige Variante der Lithografie unter dem Namen Chromolithografie (Farbsteindruck, Farblithografie) patentieren, die bis in die 1930er Jahre das verbreitetste Verfahren für farbige Illustrationen hoher Qualität sein sollte. Aus bis zu 12, 16 und sogar 25 Farben bestehende Chromolithografien waren keine Seltenheit. Der erfahrene Chromolithograf begann mit den hellen Farben und ließ sie in der Andruckpresse drucken. Je nach Fortschritt der Arbeit erkannte er im Vergleich mit dem Originalbild, wie die nächste dunklere Farbplatte, also der Farbauszug aussehen musste. Eine 12-farbige Chromolithografie konnte beispielsweise aus den folgenden Farbauszügen bestehen: Blau I, Rot I, Gelb, Blau II, Rot II, Braun I, Braun II, Blau III, Rot III, Grau I, Grau II, Schwarz. Die niedrigen Ziffern geben jeweils die hellsten Farben an.
Zu Beginn des 20. Jahrhunderts wurde von der Firma Klimsch & Co eine Reproduktionskamera entwickelt, mit der zweidimensionale Vorlagen exakt reproduziert werden konnten. Diese Kamera war erheblich größer als die herkömmlichen Atelier- oder Handkameras und konnte einen großen Raum ausfüllen. Schon 1861 hatte Maxwell die Filtertechnik für Farbauszüge entwickelt und 1881 folgte Georg Meisenbach mit der Erfindung des Glasgravurrasters. Damit waren die Voraussetzungen für den Einsatz der Fotografie in der Reprotechnik geschaffen.
Von einer farbigen Vorlage erstellte der Reprofotograf mit Hilfe von Farbfiltern Farbauszüge. Ein Vierfarbdruck erfordert je einen Farbauszug für Gelb, Rot, Blau und Schwarz. Der Reprofachmann nennt diese Farben Gelb oder Yellow, Magenta, Cyan und Tiefe oder Schwarz. Bei der Belichtung wird im Objektiv ein Farbfilter vorgeschaltet, der der Komplementärfarbe des Farbauszugs entspricht, also ein Violettfilter für Gelb, ein Grünfilter für Rot und ein Orangefilter für Blau. Schwarz, das lediglich zur Erhöhung des Kontrasts dient, wird ohne Filter aufgenommen. Um die Farbauszüge drucken zu können, ist eine Zerlegung in Rasterpunkte notwendig. Diese Aufrasterung erfolgt ebenfalls in der Reproduktionskamera, indem vor die zu belichtende fotografischen Platte oder den Film der Glasgravurraster geschaltet wird.
Beim Vierfarbdruck, bei dem zur Darstellung eines Farbbildes mehrere Raster übereinander gedruckt werden, versucht man den Moiré-Effekt durch einen Winkelabstand von 30° je Farbauszug zu vermeiden. Gelb ist davon ausgenommen, weil das entstehende Moiré kaum sichtbar ist. Gebräuchliche Rasterwinkel beim vierfarbigen Druck sind nach DIN 16 547: Gelb = 0°, Cyan = 75°, Schwarz = 135°, Magenta = 15° oder Gelb = 0°, Cyan = 15°, Schwarz = 45°, Magenta = 75°.
|  |  |  |  |  |